# Landeszentrale für politische Bildung Rheinland-Pfalz
Die Landeszentrale für politische Bildung Rheinland-Pfalz (LpB) ist eine überparteiliche staatliche Einrichtung für die politische Bildung in Rheinland-Pfalz.

## Organisation

### Geschichte
Die LpB wurde 1973 gegründet und ist seit 1993 dem rheinland-pfälzischen Ministerium für Wissenschaft und Gesundheit (MWG) zugeordnet. Sie hat ihren Hauptsitz in der Landeshauptstadt Mainz und drei Außenstellen in Kaiserslautern (seit 1995), Koblenz (seit 2001) und Trier (seit 2009). Sie ist die Nachfolgerin des 1953 gegründeten Bürgerkundlichen Arbeitskreises (BAK) Rheinland-Pfalz e. V. und des 1955 gegründeten Instituts für Staatsbürgerliche Bildung Rheinland-Pfalz.
Die LpB gliedert sich in vier Referate. Für die politische Ausgewogenheit der Arbeit ist ein 16-köpfiges Kuratorium, welches je zur Hälfte aus Landtagsabgeordneten und Personen des öffentlichen und wissenschaftlichen Lebens besteht, zuständig. Derzeitiger Leiter der LpB ist Bernhard Kukatzki (Stand 2017).

### Eigenständigkeit und landesspezifisches Profil
Die LpB Rheinland-Pfalz ist wie die anderen Landeszentralen für politische Bildung selbstständig und der Bundeszentrale für politische Bildung (BpB) organisatorisch nicht nachgeordnet. Sie ist auf Grundlage der Anordnung der Landesregierung Rheinland-Pfalz vom 13. Dezember 1993 errichtet. Sie hat ein eigenes Programm, welches Themenfelder Rheinland-Pfalz-spezifisch aufbereitet.

### Tätigkeitsfelder
Themenschwerpunkte der Arbeit der Landeszentrale sind:
- Demokratie
- Europa
- Extremismus
- Frauen und Männer
- Friedens- und Sicherheitspolitik
- Israel/Naher Osten
- Kultur und Medien
- Migration
- Nachhaltigkeit
- Schule ohne Rassismus – Schule mit Courage
- Wirtschaft

Die Gedenkarbeit zur Zeit des Nationalsozialismus ist ein spezieller Bereich der Arbeit der LpB. Für das bundesweite „Projekt Schule ohne Rassismus – Schule mit Courage“ besitzt die LpB die Landeskoordination.

## Auftrag
Die Landeszentrale für politische Bildung bietet in Form von Veranstaltungen, Projekten und Publikationen, auch in Kooperation mit anderen Bildungseinrichtungen, politische Bildung in Rheinland-Pfalz. Ziel ist es, die politische Partizipation und die Stärkung des demokratischen Bewusstseins der Bürger in Rheinland-Pfalz zu fördern. Darüber hinaus soll die LpB durch Informationen über die Landeskunde und Landesgeschichte von Rheinland-Pfalz das Landesbewusstsein stärken. Dazu stellt die LpB Informationen über aktuelle und historische politische Entwicklungen und gesellschaftspolitische Themen zur Verfügung.
Die Landeszentrale ist in ihrer Arbeit dem Beutelsbacher Konsens verpflichtet, der als Grundlagen politischer Bildungsarbeit das Überwältigungsverbot, das Kontroversitätsgebot und das Gebot der Orientierung am Lernenden formuliert hat.

### Gedenkarbeit
1991 erklärte die rheinland-pfälzische Landesregierung die Gedenkarbeit, die Pflege von Gedenkstätten und die Aufklärungsarbeit über den Nationalsozialismus zu einem Schwerpunkt und beauftragte die LpB mit der Umsetzung dieser Arbeit.
1993 konnte die LpB mit dem Ausbau der beiden landeseigenen KZ-Gedenkstätten in Osthofen und Hinzert beginnen, die seitdem zu Bildungsstätten ausgebaut wurden. Die LpB führt dort Veranstaltungen und Ausstellungen. Vielfältige Publikationen zur Aufklärung der NS-Zeit ergänzen diesen Tätigkeitsbereich. In der Gedenkstätte KZ Osthofen hat die LpB auch das NS-Dokumentationszentrum Rheinland-Pfalz aufgebaut. Seit 1991 wurden viele Kontakte zu ehemaligen Häftlingen der beiden KZs hergestellt, besonders über französische, luxemburgische und polnische Organisationen ehemaliger KZ-Häftlinge. In Osthofen (seit 1995) wie in Hinzert (seit 2005) zeigen Dauerausstellungen die Geschichte der beiden Konzentrationslager und ihre vielfältigen Verknüpfungen in Rheinland-Pfalz, Deutschland und Europa.
Am 1. April 2001 wurde mit Hilfe der LpB die „Landesarbeitsgemeinschaft der Gedenkstätten und Erinnerungsinitiativen zur NS-Zeit in Rheinland-Pfalz (LAG)“ in Mainz gegründet. Die Interessengemeinschaft, der mehr als 40 Initiativen und Vereine angehören, ermöglicht seitdem eine bessere Vernetzung der Gedenkarbeit in Rheinland-Pfalz. Seit 1991 werden von der Landeszentrale jährlich stattfindende Informationstagungen zur Gedenkarbeit in Rheinland-Pfalz durchgeführt, in denen über aktuelle Entwicklungen in der Gedenkarbeit informiert wird. Ein wissenschaftlicher Fachbeirat unter Leitung von Wolfgang Benz aus Berlin berät die Landeszentrale bei ihrer Tätigkeit. Ein Kunst- und Kulturbeirat unter Leitung von Guido Ludes unterstützt die LpB bei ihren kulturellen Programmen an beiden Gedenkstätten.

### Publikationen
Das Literaturangebot der LpB umfasst sowohl eigene Publikationen als auch angekaufte Bücher, Filme und CD-ROMs von Verlagen, der Bundeszentrale für politische Bildung (BpB) und anderen Landeszentralen. Am Hauptsitz der Landeszentrale in Mainz, den Gedenkstätten und den drei Außenstellen können viele Publikationen sofort und kostenfrei mitgenommen werden. Neben kostenlosen Titeln umfasst das Literaturangebot der LpB auch Publikationen, die nur gegen Aufwandsgebühren erhältlich sind. Alle Publikationen können sowohl schriftlich als auch online direkt beim Versand der Landeszentrale bestellt werden.
Viele Publikationen, wie z. B. die Reihe „Blätter zum Land“, in der rheinland-pfälzische Themen aus Politik, Geschichte und Gesellschaft kurz und knapp dargestellt werden, können auf der Homepage heruntergeladen werden. Die bekanntesten Publikationsreihen der LpB sind die politische Landeskunde Rheinland-Pfalz „Unser Land“, die „Blätter zum Land“, die jährlich aktualisierte Ausgabe von Grundgesetz und der Landesverfassung, Dokumentationen der „Hambacher Dispute“ und die Themenreihe „Zur Sache“.
Die LpB bietet in ihrer Bibliothek in Mainz über 15.000 Bücher und 55 fortlaufenden Zeitschriften zum Lesen und Ausleihen an; das Angebot wird fortlaufend aktualisiert. Alle vorhandenen Medien sind in einem Onlinekatalog aufgelistet.

### Veranstaltungen
Zu den Eigen- und Kooperationsveranstaltungen der LpB gehören u. a. Lesungen, Ausstellungen, Podiums-Diskussionen, Workshops, Theaterstücke und Info- und Fachtagungen zu vielen Themenfeldern. Die Veranstaltungen sind auf der Homepage zu finden und werden halbjährlich in einem gedruckten Veranstaltungsverzeichnis aufgelistet.

### Wettbewerbe und Preise
Die LpB richtet folgende Wettbewerbe und Preise aus:
- Schüler und Jugendwettbewerb (in Kooperation mit dem Landtag Rheinland-Pfalz)
- Gerty-Spies-Literaturpreis
- Filmpreis der LpB für gesellschaftspolitische Filme

## Kooperationen und Netzwerke
Die LpB ist vielfältig vernetzt und arbeitet zu bestimmten Themenfeldern eng mit den unterschiedlichsten Institutionen, Initiativen und Gruppen in der politischen Bildung zusammen und berät sich in inhaltlichen Fragen mit dem „Landesarbeitsausschuss politische Bildung“, in dem Vertreter aus Institutionen der politischen Bildung in Rheinland-Pfalz teilnehmen. Zur Koordinierung der europapolitischen Bildung in Rheinland-Pfalz besteht bei der LpB ein „Arbeitskreis Europa“. Die LpB fördert ihre Kooperationspartner auf Antrag mit Zuschüssen für deren Arbeit, insbesondere bei Veranstaltungen.
Die Landeskoordinationen des „Aktionskreises UN-Millenniumziele“ in Rheinland-Pfalz liegt ebenfalls bei der LpB.
Zu den wichtigsten Netzwerken, mit denen die LpB zusammenarbeitet, zählen die Bundesarbeitsgemeinschaft Politische Bildung und viele Institutionen der Gedenkarbeit im In- und Ausland.